# Beatrix von Lothringen

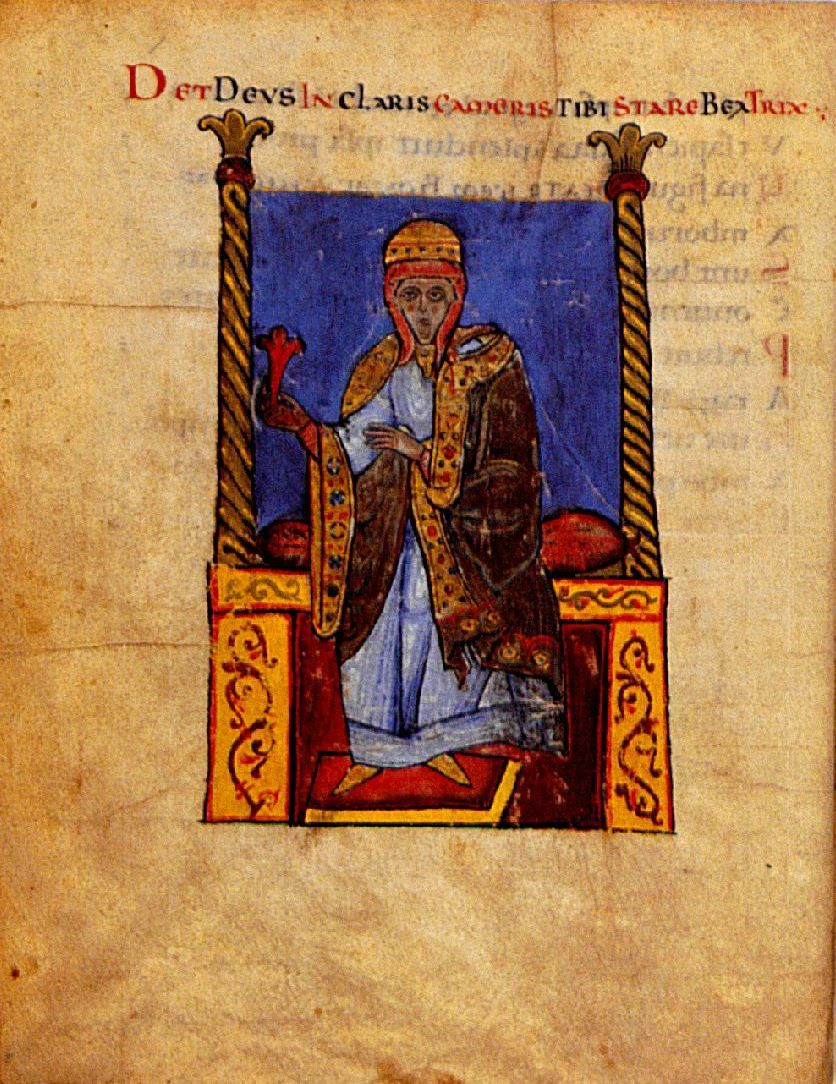
Beatrix, Vita Mathildis des Donizio, um 1115. Vatikanstadt, BAV, Ms. Vat. lat. 4922, fol. 30v.

Beatrix von Lothringen (* wohl 1017; † 18. April 1076), auch bekannt als Beatrix von Tuszien, war die Gemahlin des Markgrafen Bonifatius von Tuszien. Nach dem Tod ihres Ehemannes fungierte sie als Regentin der Markgrafschaft von Toskana im Namen ihres Sohnes Friedrich und nach dessen Tod im Namen ihrer Tochter Mathilde. Durch ihre zweite Ehe mit Gottfried dem Bärtigen war sie ab 1065 zudem Herzogsgemahlin von Niederlothringen.

## Kindheit
Beatrix wurde zwischen 1013 und 1026 als Tochter des Herzogs Friedrich II. von Oberlothringen († 1026) aus der Familie der Wigeriche und der Mathilde von Schwaben († 1031/1032) in Mantua geboren. Nachdem Beatrix beide Elternteile verloren hatte, wurde sie von der Kaiserin Gisela von Schwaben († 1043), ihrer Tante, adoptiert und kam mit ihrer Schwester Sophie an den Hof Konrads II. Mit dem Tod ihres Vaters und ihres Bruders Friedrich III. 1033 erlosch die agnatische Stammlinie des Grafengeschlechtes Bar.

## Erste Ehe
1037 heiratete Beatrix Bonifatius von Canossa, Herrn von Canossa, Graf von Reggio, Modena, Mantua und Brescia, Markgraf von Tuszien und wohl auch Herzog von Spoleto und Markgraf von Camerino (* 985, ermordet am 6. Mai 1052). Bonifatius entstammte aus dem mächtigen Markgrafengeschlecht der Attoni (auch bekannt als Canossa) und herrschte über die heutige Toskana und den mittleren Po. Seine erste langjährige Ehe mit der 1036 verstorbenen Richilde war kinderlos geblieben. Die Ehe zwischen Beatrix und Bonifatius, der als Feudalherr seine Kontrolle über weite und politisch bedeutende Gebiete Oberitaliens sowie Mittelitaliens ausübte, war politischer Natur und sicherte auch die Interessen Konrads II. Das Bündnis sollte vermutlich die kaiserliche Vormachtstellung im südlichen Teil des Reiches festigen und somit für dessen Zusammenhalt sorgen. Beatrix, die mit ihrer Schwester alleinige Erbin ihres Vaters war, brachte ein beträchtliches Vermögen und zahlreiche Ländereien in Lothringen als Mitgift mit. 

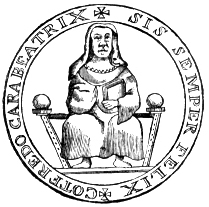
Siegel Beatrix von Lothringen, 1073

Mit Bonifatius hatte sie drei Kinder:
- Friedrich († wohl Juli 1056)
- Beatrix († 1053 vor dem 17. Dezember)
- Mathilde (* wohl 1046; † 24. Juli 1115)

## Zweite Ehe
Nach der Ermordung des Bonifatius am 6. Mai 1052 übernahm Beatrix zunächst für ihren Sohn und nach dessen Tod 1056 für ihre Tochter Mathilde die Regentschaft in den umfangreichen Besitzungen in Italien. Im Frühjahr 1054 heiratete sie Gottfried den Bärtigen, den ehemaligen Herzog von Oberlothringen († 1069), der sich bereits mehrfach gegen den Kaiser erhoben hatte und von diesem dann 1055 auch abgesetzt wurde. Da der Kaiser den Herzog nicht in seine Hand bekam, wurden Beatrix und Mathilde in Haft genommen und als Geiseln nach Deutschland gebracht. Nach der Versöhnung im Jahr 1056 konnte das Paar wieder über seine Güter in Italien verfügen.
Nach Gottfrieds Tod Ende 1069 trat Mathilde ihr Erbe an, diesmal als erwachsene Frau, machte aber ihre Mutter zur Mitregentin.

## Beatrix’ Rolle im Investiturstreit
Beatrix fungierte zusammen mit ihrer Tochter und Kaiserin Agnes als Vermittlerin im Rahmen der Auseinandersetzungen zwischen Gregor VII. und Heinrich IV. und spielte eine aktive Rolle bei deren Versöhnung. Die Korrespondenz zwischen Gregor VII., Beatrix und Mathilde lässt vermuten, dass ihre Intervention im Investiturstreit teilweise auf ihre lange Freundschaft mit dem Papst, auf ihre Neigung für das Reformpapsttum sowie auf die Verwandtschaft mit Heinrich zurückzuführen war. Andererseits muss die geographisch strategische Lage des Herrschaftsgebietes der Canusiner zwischen dem Heiligen Römischen Reich und dem Kirchenstaat eine nicht unerhebliche Rolle bei der Einbeziehung der Canossa in den Investiturstreit gespielt haben. Beatrix’ Rolle als Vermittlerin beschränkte sich nicht nur auf eine rein schriftliche Mediation, sondern sie reiste auch selbst nach Deutschland, um mit Heinrich im Namen des Papstes persönlich zu verhandeln. Die zeitweilige Versöhnung 1073 und 1075 zwischen Gregor VII und Heinrich IV. schrieb der Papst der Vermittlung und dem Wirken von Beatrix, Mathilda und Agnes zu.

## Regentschaft und politische Rolle
Obwohl Bonifatius in zahlreichen Dokumenten als ihr Ehemann oder Muntwalt aufgeführt wird, genoss Beatrix bereits seit ihrer ersten Ehe eine für die Zeit ungewöhnliche Selbstständigkeit und verfügte über ihr Privatvermögen, was sich aus verschiedenen Urkunden über den Kauf und über die Verpachtung von Ländereien entnehmen lässt. Der Tod ihres ersten Ehemannes und die Übernahme der Regentschaft des Herrschaftsgebiets der Canossa scheint ihre Autonomie und ihre politische Vormachtstellung grundlegend verstärkt zu haben. In den Urkunden aus der Zeit ihrer Regentschaft verwendete Beatrix bis auf eine einzige Ausnahme die Titel comitissa, (Gräfin) marchionissa (Markgräfin) und ducatrix (Herzogin) ohne die Erwähnung der Muntgewalt ihres zweiten Ehemannes Gottfried. Dies erscheint als besonders beachtenswert angesichts dessen, dass bis zum 11. Jahrhundert die wenigsten Frauen den Titel ihres Ehemannes tragen durften. In der Zeit ihrer zweiten Witwenschaft und in den Jahren als Mitregentin an der Seite ihrer Tochter bezeichnete sich Beatrix in den Urkunden weiterhin als comitissa und marchionissa, was auf die Verfestigung oder zumindest auf die Kontinuität ihrer Position und ihrer Befugnisse hinweisen könnte. Die Figur der Beatrix von Canossa als Fürstin und als politische Akteurin vertritt exemplarisch die Entstehung einer neuen Form weiblicher Herrschaft unter den Frauen des Hochadels. Beatrix konnte sich nach dem Tod von Bonifatius und später als Gemahlin Gottfrieds als eigenständige Herrscherin behaupten. Ihr gelang es ebenfalls, die Herrschaft der Canusiner über ihre politisch heterogenen Gebiete ohne große Verluste aufrechtzuerhalten.

## Tod
Beatrix von Lothringen blieb bis zu ihrem Tod 1076 als Mitregentin an der Seite ihrer Tochter Mathilde. Sie wurde im Dom von Pisa begraben.
Auf eine Donation der Beatrix von Lothringen vom 29. August 1071 geht das Kloster Frassinoro am Apenninenpass Foce della Radici zurück.